# 徐常遇
徐常遇（？—？），字二勳，號五山老人，江南揚州府人，生於康熙年間，古琴廣陵琴派創始人。
其古琴演奏風格崇尚“淳古淡泊”，取音柔和，善用偏鋒，節奏較自由，“指法探微淺奥，積古人之未盡”。徐常遇主張古曲沒有不盡之處，只能刪而不能增，“既是加得極佳，也總非古人所有”。
徐常遇弟子甚多，包括其三個兒子徐祜（著有《雍門琴譜》，曾參與鑒定《微言秘旨訂》）、徐禶、徐禕、侄孫徐錦堂以及宗室普照、長白唐公、馬士駿（著有《琴香堂琴譜》）、孔毓、蘇梅、許汝霖、徐秉義、甘應泰、梁鏡、楊文言、范國祿、舒格、何金驤、李穰、方象璜、魯鼐（著有《琴譜析微》）、陳夢雷、年希堯、年羹堯等。
輯有《響山堂琴譜》及《琴譜指法》，並由三個兒子於康熙四十一年（1702年）校勘成書，是為《澄鑒堂琴譜》。